# Integratieve therapie
Integratieve therapie beschrijft benaderingen binnen psychotherapie die elementen van twee of meer therapeutische referentiekaders (scholen) integreren. 

## Vier routes
Norcross en Goldfried (2005) beschrijven vier routes om tot integratie te komen.
- Bij technisch eclecticisme (Engels: technical eclecticism) worden werkzame technieken uit verschillende therapeutische referentiekaders gecombineerd zonder de theoretische achtergrond van de technieken te integreren. Een voorbeeld van technisch eclecticisme is de multimodale therapie van Arnold Lazarus (2005).[2]

- Bij theoretische integratie (Engels: theoretical integration) worden de theoretische uitgangspunten en modellen van twee of meerdere therapeutische referentiekaders geïntegreerd in de hoop dat het resultaat therapeutische processen beter zal beschrijven, verklaren en voorspellen dan modellen uit individuele therapeutische referentiekaders. Voorbeelden van theoretische integratie zijn cognitieve analystische therapie van Anthony Rile (1990) en cognitieve animatietherapie van Paul Camp (2011).[3][4]

- Bij algemene werkzame factoren (Engels: common factors) schenkt de therapeut hoofdzakelijk aandacht aan factoren die binnen alle therapeutische referentiekaders voorkomen en waarvan bewezen is dat ze een aandeel hebben in het effect van de behandeling.

- Bij assimilatieve integratie (Engels: assimilative integration) worden interventies uit andere therapeutische referentiekaders geassimileerd binnen een dominant therapeutisch referentiekader. Een voorbeeld van assimilatieve integratie is geïntegreerde cognitieve gedragstherapie van Kees Korrelboom en Erik ten Broeke (2004).[5]